# Maneton
Maneton (starogrško Μανέθων, latinizirano: Manethōn ali Μανέθως, Manethōs) je bil domnevno egipčanski svečenik iz Sebenita (egipčansko Tjebnutjer), ki je živel v ptolemajskem obdobju v zgodnjem 3. stoletju pr. n. št.

## Ime
Zvirna egipčanska različica Manetonovega imena se je izgubila, nekateri pa špekulirajo, da se je glasilo Totova resnica, Totovo darilo, Totov ljubljenec ali  Neitin ljubljenec. Manj sprejeta predloga imena sta  Myinyu-heter (Konjski pastir ali Konjušnik) in Ma'ani-Djehuti (Videl sem Tota). V grškem jeziku se na najstarejših fragmentih (napis nezanesljivega  datuma  na podstavku kipa iz Serapisovega templja v Kartageni) in v delih judovskega zgodovinarja Jožefa Flavija iz 1. stoletja n. št. njegovo ime piše Μανέθων [Manethōn]. Ime je polatinjeno v Maneto.  Med druge grške oblike imena spadajo Manethōs, Manethō, Manethos, Manēthōs, Manēthōn in Manethōth, med latinske pa  Manethon, Manethos, Manethonus in Manetos.

## Življenje in delo
Čeprav noben vir ne omenja datuma Manetonovega rojstva in smrti, ga Plutarh (okoli 46–120 n. št.)  povezuje z vladavino Ptolemaja I. Soterja (323–283 pr. n. št.), Jurij Sincel pa s Ptolemajem II. Filadelfom (285–246 pr. n. št.). Če se omemba nekega imenu Manetona v Hibeh Papyri, datiranem v leto 241/40 pr. n. št., nanaša na slavnega avtorja Aegyptiacae, je Maneton ustvarjal tudi med vladanjem Ptolemaja III. Evergeta (246–222 pr. n. št.), vendar je bil takrat že zelo star. Čeprav je zgodovinskost Manetona iz Sebenita za Jožefa Flavija in kasnejše avtorje samoumevna, ostaja vprašanje, ali je sploh obstajal, še vedno problematično. Maneton  iz Hibeh Papyri nima naslova, spis sam pa obravnava dogajanja v Gornjem in ne Spodnjem Egiptu,  kjer naj bi naš Maneton deloval kot  glavni svečenik. Ime Maneton je redko, kar pa ne pomeni, da je Maneton iz Hibeh Papyri  brez ugovora zgodovinar iz Sebenita in avtor Egiptiake, napisane za Ptolemaja Filadelfa.
Maneton je opisan kot Egipčan, katerega materni jezik bi lahko bila egipčanščina. Čeprav so teme, o katerih je domnevno pisal, obravnavale samo egipčanske zadeve, je pisal izključno v grškem jeziku za grško govoreče občinstvo. Med druga dela, ki mu jih pripisujejo, spadajo Proti Herodotu, Sveta knjiga, O antiki in religiji, O praznovanjih, O pripravi kifija in  Pregled fizike. Manetonu se pripisuje tudi razprava Sotisova knjiga. Ob tem je treba opozoriti, da nobeno od teh del ni potrjeno v ptolemajskem obdobju, v katerem je živel Maneton iz Sebenita, in da nobeno delo ni omenjeno v nobenem viru pred 1. stoletjem n. št. Med obdobjem, v katerem  je bila domnevno napisana Egiptiaka, in 1. stoletjem, v katerem je bila prvič omenjena,  je torej tri stoletja široka vrzel. Pri nekaterih drugih delih je vrzel še večja. Sveto knjigo, na primer, je prvi omenil Evzebij v 4. stoletju n. št.
Če je bil Maneton zgodovinska oseba, je bil verjetno svečenik sončnega boga Raja v Heliopolisu. Po Juriju Sincelu je bil celo glavni svečenik. Plutarh piše, da je bil ugledna oseba Serapisovega kulta. Serapisov kult (združitev Ozirisa in Apisa) je bil grško-makedonska različica egipčanskega kulta, ki se je začel morda z Aleksandrovo ustanovitvijo Aleksandrije. Tacit in Plutarh pričata, da je kip boga Serapisa leta 286 pr. n. št. v Egipt pripeljal Ptolemaj I. Soter ali leta 278 pr. n. št. Ptolemaj II. Filadelf.  Obstaja tudi antično izročilo, da sta projekt vodila Timotej Atenski in Maneton. Vir tega podatka ni jasen in morda izvira iz knjižnega dela, ki se pripisuje Manetonu. Če je to res, vir ni neodvisen in ne potrjuje zgodovinskosti Manetona kot svečenika-zgodovinarja iz zgodnjega 3. stoletja pr. n. št.

## Egiptiaka
Maneton naj bi bil avtor Egiptiake (grško Αἰγυπτιακά, Aigyptiaká), zgodovine Egipta, napisane na zahtevo Ptolemaja II. Filadelfa. Delo je za egiptologe zanimivo predvsem za dokazovanje kronologije vladavin egipčanskih faraonov. Egiptiaka je verjetno največje delo, ki se pripisuje Manetonu, in zagotovo najpomembnejše. Razdeljena  je na tri knjige. 
Manetonova inovacija je delitev faraonov na dinastije. Naziv  dinastija (grško δυναστεία, dynasteía, dobesedno vladna sila) je uporabil za skupino vladarjev s skupnim poreklom. Izraza dinastija ni uporabljal v modernem smislu, se pravi po krvni liniji, ampak je uvedel novo dinastijo vsakič, ko je v oblasti odkril kakšno prekinitev ali praznino, na primer geografsko (Četrta dinastija je vladala iz Memfisa, Peta dinastija pa z Elefantine) ali rodoslovno (avtor predvsem v Prvi dinastiji faraone omenja kot sinove svojih predhodnikov, da bi definiral, kaj je kontinuiteta).  V ogromni rodoslovni preglednici je praznine zapolnil s čvrstimi pripovedmi o faraonih. 
Nekateri poznavalci menijo, da je bila Egiptiaka napisana kot konkurenčno  delo Herodotovi Zgodovini in delo, ki bi dokumentiralo do takrat nezapisano zgodovino Egipta. S te perspektive bi lahko bilo delo Proti Herodotu vmesna različica Egiptake ali njen del, ki je neodvisno od nje krožil med ljudstvom. Na žalost se noben izvirnik omenjenih del ni ohranil.

### Avtorstvo in datum nastanka
Najzgodnejša znana omemba Egiptiake je v delu  judovskega zgodovinarja Jožefa Flavija Contra Apionem (Proti Apionu), napisanem po letu 94 n. št. Pred njim je najmanj tristo let ni omenil noben pisec, kar vnaša upravičen dvom v avtorstvo in datum njenega nastanka. Trditev, da je uradno in verodostojno zgodovino Starega Egipta, napisano v grščini na zahtevo Ptolemaja II. Filadefa, več stoletij zavračalo ali ignoriralo veliko učenjakov in aleksandrijskih knjižničarjev, je malo verjetna, zato so tudi trditve Jožefa Flavija komaj verodostojne. Delo je bilo napisano morda v rimskem obdobju ne dolgo pred prvo omembo.  Če je to res, nekateri znanstveniki špekulirajo, da je njegov avtor Ptolemaj iz Mendesa, izobražen Grk, rojen in vzgojen v Egiptu. Ptolemaj je postal svečenik, njegovo Zgodovino Egipta v treh delih pa so zaradi večje verodostojnosti pripisali Manetonu. Po Klemnu Aleksandrijskem (okoli 150 do okoli 215 n. št.) je Ptolemaj napisal knjigo med vladanjem rimskega cesarja Avgusta (vladal 27 pr. n. št.–14 n. št.). Klemen  je imel dostop do Aleksandrijske knjižnice in omenja števine avtorje in njihova dela, Manetona in njegove Zgodovine  v treh knjigah pa ne. Enako velja za Tatiana (okoli 120–okoli 180 n. št.), veliko branega  krščanskega pisca iz 2. stoletja,  ki v svojem delu Oratio ad Graecos (Govor Grkom) omenja samo Ptolemaja Mendesa  kot  »razlagalca njihovih [egipčanskih] zadev«, Manetona pa ne.
Po Tertulijanu (okoli 155–okoli 240 n. št.) je Ptolemaj Mendeški pisal za Manetonom. Njegovo izjavo se jemlje kot dokaz, da se je Ptolemaj Mendeški posvetoval z Manetonom in ga komentiral v svojih spisih. To bi hkrati lahko pomenilo, da je prav on zaslužen za vse, kar trenutno mislimo, da vemo o Manetonu. Zelo malo je verjetno, da Tatian, Apion in Klemen Aleksandrijski niso vedeli za Manetonovo Zgodovino v treh knjigah, vendar so se potem, ko je Ptolemaj Mendeški napisal svojo zgodovino Egipta v petih knjigah, sklicevali nanj. Zato je verjetno mogoče domnevati, da so Tatian, Apion in Klemen verjeli, da je Ptolemaj  Mendeški avtor dela z naslovom Egiptiaka in da je bil prenašalec Manetonovih besed. Če je to res, Egiptiaka ni anonimno ali psevdoanonimno delo, ampak delo Ptolemaja Mendeškega, ki je izrecno trdil, da obnavlja besede pomembnega egipčanskega visoega svečenika, ki je živel tri stoletja pred njim.
Gornjo teorijo o avtorstvu in datumu nastanka podpira zmeda v Sudi, obsežni bizantinski enciklopediji iz 10. stoletja. Po Sudi sta bila dva avtorja z imenom Maneton: eden iz Mendesa in drugi iz Sebenita ali Diospolisa (Tebe). Suda ne pripisuje avtorstva Egiptiake nobenemu od njiju. Mendeški Maneton je pisal o pripravi kyphi, Maneton iz Sebenita ali Diospolisa pa je napisal dela Poizvedovanje o naravi, Apotelesmatica v verzih in druga astrološka dela. Suda omenja tudi avtorje, ki so ustvarjali med vladavino Ptolemaja II. Filadelfa, med njimi komičnega pesnika Aristonima, Manetona pa ne omenja.  Iz povedanega se lahko zaključi samo to, da je v Sudi Ptolemaj Mendeški  pomešan z Manetonom iz Sebenita in da se Suda ne ujema z zgodbo, ki jo je ponavljal  Sincel, da je Egiptiaka iz obdoblja Ptolemaja II. Filadelfa v 3. stoletju pr. n. št. Delo je prvič dokazano v rimskem obdobju. Iz ptolemajskega obdobja ni tudi nobenega drugega  dela v grškem jeziku, ki bi ga lahko pripisali Manetonu.

### Vsebina in zgradba

#### Prva knjiga
Prva knjiga Manetonove Zgodovine se začne z uvodom ali predgovorom, v katerem je kratka Manetonova biografija in opis cilja njegovega pisanja. V predgovoru avtor pravi, da je bil bog Hermes, katerega istoveti  s Totom,  tisti, ki je izumil pisavo. Hermesove spise je njegov sin Hermes Trismegist prevedel v novo pisavo, ki se je imenovala hieroglifi. Knjige, ki jih je napisal drugi Hermes, je  zbral in uredil njegov sin, bog  Agatodemon. Po Manetonu je Agatodemon uredil samo svete knjige, ki jih je napisal njegov oče Hermes Trismegist, in sicer po prihodu Ptolemaja Filadelfa na egipčanski prestol. To mesto v Egiptiaki je edino, na katerem Maneton omenja vire, ki jih je uporabil za pisanje svoje zgodovine, napisane v grščini za vladajočega ptolemajskega kralja. Sincel o tem piše:
V času Ptolemaja Filadelfa je bil [Maneton] visoki svečenik poganskih egipčanskih templjev in pisal iz napisov v Seriadski deželi [Sirija, Arabija ali Egipt], napisanih v svetem jeziku s svetimi Totovimi znaki,  sprva Hermesovimi, ki jih je [drugi  Hermes] prevedel v hieroglife. Ko je Agatodemon, sin drugega Hermesa in Tatov oče, v egipčanskih templjih-svetiščih zapise uredil v knjige, jih je Maneton posvetil omenjenemu kralju Ptolemaju II. Filadelfu v svoji Sotisini knjigi …
S Sotisino knjigo je Sincel zagotovo mislil Egiptiako z drugačnim naslovom, kajti dejanska Sotisova knjiga ne razpravlja o mitskih vladavinah bogov, polbogov in duhov mrtvih in ne družuje egipčanskih vladarjev v trideset dinastij, kot pravi Sincel v Sotisini knjigi. Zgleda, da je bil Sincelu bolj všeč naslov Sotisina knjiga kot Egiptiaka, čeprav njegovi pravi razlogi niso jasni. Podrobna študija Sotisine knjige razkriva, da se je njen avtor skliceval na Egiptiako, vendar jo je namerno zamolčal, in da gre za verjetno za ponarejanje ali prevaro z neznanim datumom. Vse kralji v Sotisini knjigi za Menesom so nezdružljivi s kralji v Afričanovi in Evzebijevi razčičici knjige.
Kljub zmedi, ki jo je povzročil Sincel, so nekateri podatki iz predgovora Egiptiake povsem jasni: prihod Ptolemaja II. Filadelfa na oblast je bil za avtorja glavna prelomnica v zgodovini Egipta, ker je ravno med njegovo vladavino bog Agatodemon dokončal urejanje svetih knjig in ustvaril predpogoj, da je Maneton lahko napisal zgodovino Egipta v grščini. Veriga kulturnega prenosa zajema tri generacije bogov (Tota, Hermesa Trismegista in  Agatodemona) do svečenika Manetona, ki je besedilo v hieroglifih zapisal v grškem jeziku. Grščina je zdaj kar naenkrat postala jezik in pisava, ki naj bi uporabljala skozi celo zgodovino, ki jo je uradno napisal Maneton v Egiptiaki. Njen cilj je bil prikazati egičansko civilizacijo  kot grško, ki je dosegla  svoj vrh s helenizmom. Avtor opisuje Manetona kot nekoga, ki je olajšal ta prenos na najpomembnejši način, tako da je prevedel svete knjige nadnaravnega avtorstva v grščino, kar se ni zgodilo v nobenem od jezikov tujih osvajalcev, ki so pred Grki vladali v Egiptu. Grščina je postala nov jezik Egipta, božansko posvečen za prevajanje hieroglifskih zapisov boga Hermesa Trismegista.
Avtor zatem povzema besedilo, ki ga je Maneton domnevno napisal Ptolemaju II. Filadelfu:
Velikemu kralju Ptolemaju Filadelfu Avgustu. Maneton, visoki duhovnik in pisar svetih svetišč v Egiptu, rojen v Sebenitu, stanujoč v Heliopolisu, pozdravljam svojega gospodarja Ptolemaja. Moja dolžnost, mogočni  kralj, je razmisliti o vseh stvareh, ki bi jih želeli raziskati. Torej, ker opravljate raziskave o prihodnosti vesolja, v poslušnosti na vaš ukaz pred vas postavljam sveto knjigo,  ki sem jo študiral, in jo je napisal vaš prednik  Hermes Trismegist. Bodi dovolj, molim za vas, moj gospod kralj.
Pismo je očiten ponaredek, ker Maneton Ptolemaja Filadelfa ne bi naslovil z Avgustom, saj ga ptolemajski kralji niso uporabljali. Ta pisni spodrsljaj nam omogoča določiti terminus post quem, se pravi najzgodnejši mogoči datum nastanka Zgodovine, ki je vladavina cesarja Avgusta (28 pr. n. št.–14 n. št.), ko je bil dejaven Ptolemaj Mandeški. Za tem pismom avtor nadaljuje razpravo  o najzgodnejšem obdobju Egipta,  v kateri  kot vladarje Egipta našteva  bogove, polbogve  in duhove mrtvih. Veliko njihovih imen se na fragmentih ni ohranilo.
Bogovi
- Hefajst  (Ptah)
- Helios (Hefajstov sin)
- Sosis
- Kronos
- Oziris
- Tifon
- Or (sin Ozirisa in Izide)

Skupaj: 13.900 let 
Polbogovi
- polbogovi 1255 let
- polbogovi 1817 let
- 30 polbogov Memfisa 1790 let
- polbogovi Tisa (Tinis) 350 let

Skupaj: 5212 let
Duhovi mrtvih
- Duhovi mrtvih 5813 let

Skupaj: 5813 let 
Bogovi, polbogovi in duhovi mrtvih skupaj: 24925 let.
Avtor imen bogov, polbogov in duhov mrtvih ni prečrkoval, ampak je naštel njihova grška imena: (egipčanski) Ptah  = (grški) Hefajst, Ra = Helios, Šu (sin Raja)  = Sosis, Geb = Kronos, Asar = Oziris, Izida = Demetra, Set = Tifon, Hor = Orus, Tot = (sprva) Hermes itd. Imena omenjenih bogov, morda tudi drugih,  so verjetno spremljale njihove zgodbe.  Seznam imen kaže tudi na to, kako so se v različnih verstvih razvili bogovi z enakimi značilnostmi.
Avtor trdi, da je po vladavini duhov mrtvih v Egiptu vladalo pet domorodnih plemen, za njimi pa do Aleksandra Velikega skupaj trideset dinastij smrtnikov. V kasnejših izdajah je omenjenih enaintrideset dinastij. Prva knjiga obravnava obdobje od Prve do Enajste dinastije, ki jih sodobni egiptologi štejejo v Staro kraljestvo, Prvo vmesno obdobje in zgodnje Srednje kraljestvo.

#### Druga knjiga
Prva izdaja Druge knjige obravnava obdobje 0d Dvanajste do Osemnajste dinastije in vladarje Osemnajste dinastije  združuje z vladarji Devetnajste dinastije. Obravnava torej obdobje od konca Srednjega kraljestva, Drugo vmesno obdobje, invazijo Hiksov, njihov izgon in ustanovitev Novega kraljestva, ki se je začelo z Ahmozom I., ustanoviteljem  Osemnajste dinastije. Ta dinastija se je v prvi izdaji končala s  Thouorisom (egipčansko Tuosret ali Tausret). Maneton njegovo vladavino postavlja v obdobje padca Troje.
Druga knjiga je še posebej zanimala Jožefa Flavija, ki je Hikse ali »pastirske kralje« enačil s starodavnimi Izraelci, ki so se množično izselili iz Egipta (Apion 1.82–92). Jožef vključuje tudi kratko etimološko razpravo o besedi Hiksi  z ugotovitvijo, da je izraz Hiksi v različnih izdajah Manetonove Zgodovine definiran protislovno. Jožefu je bil ljubši Manetonov naziv »ujeti pastirji«, domnevno iz njegove prve izdaje, kot naziv »pastirski kralji« (Apion 1.82–83) iz kasnejše druge in tretje izdaje. Avtor je v prvi izdaji Hikse očitno imel za vsiljivce iz Arabije, v drugi in tretji izdaji pa jih je imel za Feničane (Kanaance). Po Manetonu so bili oni tisti, ki so po izgonu iz Egipta zgradili Jeruzalem, pred tem znan kot Salem. To izročilo morda kaže, da so bili Hiksi svetopisemski  kanaanski Jebusejci  iz svetopisemskih besedil. 
V Drugi knjigi, vsaj v njeni najzgodnejšo izdaji, je bila Zgodba o gobavcu, ki jo Jože Flavij omenja in na dolgo kritizira. Prikrojeno zgodbo je poznal tudi egipčanski slovničar Apion (30-20 pr. n. št. – okoli 45–48 n. št.), vendar je ne umešča v Novo kraljestvo ampak v prvo leto 7. olimpiade, se pravi v leto 752 pr. n. št.

#### Tretja knjiga
Tretja knjiga se začne z Devetnajsto dinastijo, ki je v drugi in tretji izdaji Dvajseta dinastija, in končuje s Trideseto dinastijo, ki je v drugi in tretji izdaji Enaintrideseta  dinastija. Med Petindvajseto (Šestindvajseto) dinastijo se je zgodila saiška renesansa, medtem ko sta v Šestindvajseto (Sedemindvajseto) dinastijo vključena perzijska anšanska vladarja Kambiz II.  in Bardija (Smerdis), sinova Kira Velikega. Sledijo perzijski Ahemenidi Dareja Histaspa  in njegovih naslednikov. Omenjene  so tudi tri lokalne dinastije, katerih oblast se je morala prekrivati s perzijsko, čeprav jih Maneton našteva v sekvenčnem  zaporedju. Trideseto dinastijo so sestavljali še trije perziski vladarji.  Nekateri zgodovinarji domnevajo, da je bila dodana naknadno. Tako Mojzes Horoenski kot Hieronim štejeta za zadnjega domorodnega egipčanskega vladarja Nektaneba II.
Številčenje dinastij iz prve izdaje je avtor v naslednjih izdajah revidiral in Tretjo knjigo skoraj zagotovo zaključil z Darejem III. Omenil je tudi Aleksandrovo aretacijo in usmrtitev Dareja III. Ker je šlo za avtorjevo napako, je v zadnji izdaji ta del izuščen.
Tri izdaje istega avtorja dokazuje  tudi ime ustanovitelja Osemnajste dinastije. V prvi izdaji se napačno imenuje Tethmosis (Τέθμωσις). V drugi izdaji je njegovo ime spremenjeno v Amosis (Άμωσις). V tretji izdaji je napisano pravilno ime Amos (Άμως), ki se je v egipčanščini pisalo Ahmose. 
Če je leto 28 pr. n. št. najzgodnejši mogoč datum prve izdaje, sta bili druga in tretja izdaja objavljeni verjetno okoli leta 18 oziroma 8 pr. n. št.

## Seznami faraonov
Seznami faraonov, ki jih je imel na razpolago Maneton, nam niso znani. Njegovemu seznamu je najbližji Torinski seznam kraljev ali Torinski papirus. Najstarejši primarni vir, primerljiv z Manetonovim, so Letopisi Starega kraljestva iz obdobja 2500–2200 pr. n. št. Iz Novega kraljestva so Karnaški seznam kraljev, sestavljen na zahtevo Tutmoza III., dva Abidoška seznama Setija I. in Ramzesa II., od katerih je slednji dopolnjen prepis prvega, in Sakarski seznam svečenika Tenrija.
Poreklo Letopisov Starega kraljestva, ohranjenih na Kamnu iz Palerma, ni znano. Razlike med Letopisi in Manetonom so ogromne. V Letopisih so samo vladarji do Pete dinastije, preddinastični vladarji pa so razdeljeni na kralje Spodnjega in kralje Gornjega Egipta. Maneton v nasprotju z Letopisi  na seznam uvršča tudi več grških in egipčanskih bogov,  začenši  s Hefajstom in Heliosom. V Letopisih so tudi letna poročila o dejavnostih vladarjev, medtem ko se Maneton v svojih seznamih v takšne podrobnosti ni spuščal.
Seznami vladarjev Novega kraljestva so selektivni: seznam  Setija I., na primer, vsebuje šestindvajset kraljev od Prve do Devetnajste dinastije in izpušča Hikse in vladarje, povezane s heretikom Ehnatonom. Sakarski seznam, napisan v obdobju Ramzesa II., vsebuje oseminpetdeset imen in izpušča iste vladarje kot Seti I. Tudi če bi Maneton uporabil vse te sezname, samo iz njih ne bi mogel dobiti vseh objavljenih podatkov. Verbrugghe in  Wickersham o tem menita:
[...] Namen teh seznamov je bil pokriti zidove svetih prostorov, v katerih je vladajoči faraon (ali nek drug častilec) daroval ali molil k njegovim  ali njenim predhodnikom, ki jih je imel za svoje prednike. Vsaka  vladarska hiša je imela svoj tradicionalni  seznam  »prednikov«, ki se je razlikoval od seznamov drugih vladarskih hiš. Namen teh seznamov ni godovinski,  ampak verski. Sestavljalci se niso niti trudili niti poskušali sestaviti popolne sezname. Seti in Ramzes II. nista izpustila Ehnatona, Tutankamona  in Hačepsut zato, ker niso obstajali, ampak zato, ker nista želela, da bi se zanje darovalo in molilo. Iz tega razloga so bili vsi seznami faraonov za Manetonove namene na splošno napačni. Manetonu smo zato lahko hvaležni, da svojih seznamov ni sestavljal na osnovi teh seznamov.
Čeprav je natančen izvor Manetonovega seznama faraonov še vedno neznan, je bil zagotovo iz severnega Spodnjega Egipta. To je mogoče najprej opaziti pri izboru vladarjev Tretjega vmesnega obdobja. Avtor na sezname dosledno vključuje tanitsko Enaindvajseto dinastijo in Dvaindvajseto dinastijo, vladarja Psusenesa I., Amenemopeja in celo kratkožive vladarje kot sta Amenemnisu (5 let) in Osorkon starejši (6 let). V nasprotju z njimi ignorira obstoj tebanskih kraljev, na primer Osorkona III., Takelota III., Harseiseja in Pinedžema I. in kralje Srednjega Egipta, na primer  Pedubasta iz Herakleopolisa.  Iz vsega tega je razvidno, da so bili avtorjevi primarni viri za njegov Epitome dokumenti iz lokalne mestne tempeljske knjižnice nekje v Nilovi delti, kjer so vladali faraoni Enaindvajsete in Dvaindvajsete dinastije. Faraoni Srednjega in Gornjega Egipta niso imeli v Nilovi delti prav nobenega vpliva, zato so bili izključeni iz Manetonovega seznama kraljev.

### Prepisi imen faraonov
Od Srednjega kraljestva so vsi egipčanski faraoni imeli pet različnih imen:
- Horovo ime (serek),
- ime Dve gospe (nebti),
- zlato Horovo ime,
- praenomen ali prestolno ime (nesut-biti) in
- nomen ali osebno ime, ki ga je faraon dobil ob rojstvu; imenovalo se je tudi sin Raja, ker se je začelo u besedama Sa Re.

Nekaj faraonov je imelo znotraj teh imen več različnih imen. Ramzes II., na primer, je v različnih obdobjih vladanja uporabljal šest različnih Horovih imen. Ker se Manetonovi prepisi imen ujemajo z več seznami kraljev, na splošno velja, da je svoj seznam sestavil na osnovi enega ali več seznamov kraljev, čeprav ni jasno, v kolikšni meri je bil seznanjen z  imeni in alternativnimi imeni vladarjev iz preddinastičnega in zgodnjega dinastičnega obdobja. Vsa različna imena vseh faraonov še niso odkrita.
Avtor Egiptiake ni dosledno izbiral iz teh pet različnih tipov imen. Nekatera imena je enostavno prepisal. Egipčansko ime Men ali Meni (v seznamih kraljev osebno ime, sin Raja) je postalo Menes, Menkauhor/Menkahor pa Menkheres. Nekatera imena je nekoliko skrajšal, tako da je A'akheperen-Re' postal Khebron. V nekaterih imenih je iz neznanega razloga spremenil soglasnike, tako da je na primer Tausret postal Thouoris. Posebna uganka so nasprotujoča si imena nekaterih  zgodnjedinastičnih vladarjev, ki še niso imeli vseh pet naslovov, vendar so imeli več imen. Djer, katerega osebno ime je Itti, je bil verjetno osnova za avtorjevega Athothisa, Oenephes pa je ostal uganka, dokler ga niso primerjali z Djerovim Horovim imenom Ennebu. Maneton je morda podvajal imena ali pa je imel na razpolago  nam neznan vir. Povezave nekaterih imen so še vedno popolna uganka. Ena od (rešenih) ugank je faraon s popolnim imenom Set-ib-tawi Set-ib-Nebty Netjeri-bik-nebu Ni-user-Re' Ini Ni-user-Re', katerega je avtor skrajšal na Rhathoures. Nekateri faraoni so bili morda znani po imenih, ki so se razlikovala od petih uradnih imen.
Ker je avtor transkribiral imena na različne načine, rekonstrukcija nekatereih izvirnih egipčanskih imen ni mogoča. Zaradi enostavnosti, s katero je avtor transkribiral dolga imena, so bili njegovi transkripti v rabi vse do odkritij izvirnih seznamov kraljev in novih prevodov njihovih imen. Manetonova delitev faraonov na dinastije se je ohranila in je še vedno osnova za preučevanje egipčanske zgodovine.